# Digitaria thouarsiana
Digitaria thouarsiana är en gräsart som först beskrevs av Johannes Flüggé, och fick sitt nu gällande namn av Aimée Antoinette Camus. Digitaria thouarsiana ingår i släktet fingerhirser, och familjen gräs. Inga underarter finns listade i Catalogue of Life.